# Львівська міська дитяча клінічна лікарня
Львівська міська дитяча клінічна лікарня — міський комунальний медичний заклад, який спеціалізується на наданні медичної допомоги дітям Львова та Львівщини віком до 18 років.
Стаціонар клініки має 420 обладнаних лікарняних місць та працює 16 клінічних і 7 параклінічних відділень. Також до складу лікарні входить поліклініка, де працюють лікарі 21 спеціальності, неонатальний корпус та працює виїзна неонатальна бригада

## Історія
Лікарня відкрилась у лютому 1993 року, першого пацієнта прийняли 9 березня, а перша операція була проведена 20 квітня 1993 року. 

## Структура лікарні
Станом на серпень 2021 року у лікарні працює 16 клінічних та 7 параклінічних відділень, поліклініка розрахована на обслуговування 240 пацієнтів протягом зміни. Загалом у лікарні працює 177 лікарів, у тому числі 94 лікарі вищої кваліфікації, 1 заслужений лікар, 6 кандидатів медичних наук, 373 медсестри, у тому числі 219 — вищої кваліфікації. Кожного року у поліклініці надається близько 100 тисяч консультацій, 20 тисяч проходять огляд у приймальному відділенні, 17 тисяч проходять стаціонарне лікування. Протягом 25 років роботи у Львівській міській дитячій клінічній лікарні прооперовано понад 55 тисяч дітей. Протягом 10 років лікарня видає спеціалізований журнал «Алергія у дитини».

## Операції, захворювання, та методики, які застосовуються у лікарні
Лікарня готує дітей з усієї України до трансплантації печінки в європейських клініках, також лікарня здійснює післятрансплатанційне спостереження та лікування. У лікарні діє неонатологічна служба, проводяться унікальні операції при тяжких формах епілепсії, сколіозу, пухлин, ЦНС, реконструктивні операції на кишці у новонароджених.
Лікарня є базою для функціонування дев'яти міських центрів: алергологічний, статевого виховання дітей та підлітків, колопроктологічний, антирабічної допомоги, протисудомних станів у дітей, мініінвазивних хірургічних втручань у дітей з урологічною патологією, гастроентерологічний, дитячої нефрології та артеріальної гіпертензії, реабілітації дітей з вродженими та набутими формами кривошиї
.

### Діагностичний центр
6 листопада 2014 року у лікарні розпочав роботу Медичний діагностичний центр, обладнання, яке в ньому є не має аналогів у Львові. Діагностичний центр отримав назву «Центр медичних інновацій NOVO», він обладнаний комп'ютерним та магнітно-резонансними томографами, ультразвуковими сканерами, у тому числі портативними, загалом вартість медичної апаратури складає понад 50 млн. грн. Центр NOVO є недержавною неприбутковою організацією.

## Міжнародна співпраця
Лікарня має численні міжнародні контакти задля впровадження прогресивних методик лікування. Від 2012 року лікарня має періодичну співпрацю з канадськими спеціалістами з лікарні Sick Kids із Торонто, в рамках якої відомий канадський нейрохірург, професор Джеймс Рутка проводить операції та навчання українського персоналу. У 2017 лікарні передане цінне обладнання, спільно з фундацією Sick Kids та канадським доброчинцем Джеймсом Темертеєм.

## Керівництво
Головним лікарем МДКЛ є Дмитро Квіт.